# Вєтошкін Михайло Кузьмич
Вєто́шкін Миха́йло Кузьми́ч (5 листопада 1884, с. Усольє, Іркутська губернія, Російська імперія — 2 лютого 1958, Москва, РРФСР, СРСР) — радянський державний діяч. Член Центральної Контрольної Комісії КП(б)У в квітні 1923 — травні 1924 р.

## Біографія
Закінчив учительську семінарію, працював сільським учителем. У 1912–1917 роках навчався в Петербурзькому університеті.
Революційну діяльність розпочав з 1903 року. Член РСДРП з 1904 року. Під час першої російської революції в 1905–1907 роках — член комітетів РСДРП у Красноярську і Читі, проводив підпільну роботу на Далекому Сході. У 1907–1917 роках займався партійною діяльністю у Петербурзі, Псковській і Вологодській губерніях.
Після Жовтневої революції 1917 року — член Вологодського губкому РСДРП.
Від березня 1918 до січня 1920 року — голова виконавчого комітету Вологодської губернської Ради, член Всеросійського центрального виконавчого комітету. Одночасно, від листопада 1918 до січня 1920 року — голова Вологодського губернського комітету РКП(б).
Двічі відряджався на Україну: у 1-й половині 1920 року — для роботи в Кримському ревкомі та обкомі РКП(б), а згодом переведений до Києва — головою губревкому (у липні—жовтні 1920 року).
У жовтні 1920 року Вєтошкіна було відозвано до Москви та призначено членом колегії Народного комісаріату робітничо-селянської інспекції. Одночасно він був членом Малого Раднаркому, пізніше — заступником голови Малого Раднаркому.
З січня по квітень 1922 року працював народним комісаром юстиції УСРР, у квітні 1922—1923 роках — народним комісаром робітничо-селянської інспекції УСРР.
З 22 червня 1923 року — заступник голови Центральної Контрольної Комісії КП(б)У.
У жовтні 1923 — грудні 1924 року — голова Вукоопспілки (Всеукраїнської спілки споживчих кооперативних організацій).
Згодом, у 1925–1941 роках — у Центральному виконавчому комітеті СРСР, де був відповідальним секретарем бюджетної комісії.
З 1944 року займається виключно науковою та викладацькою роботою в Московському університеті.
Мав науковий ступінь доктора історичних наук. У 1953 року йому було присвоєне звання професора.
Помер у Москві в 1958 році.